# Corydoras incolicana
Corydoras incolicana är en fiskart som beskrevs av Burgess, 1993. Corydoras incolicana ingår i släktet Corydoras och familjen Callichthyidae. Inga underarter finns listade i Catalogue of Life.